# Obory u Hluboké

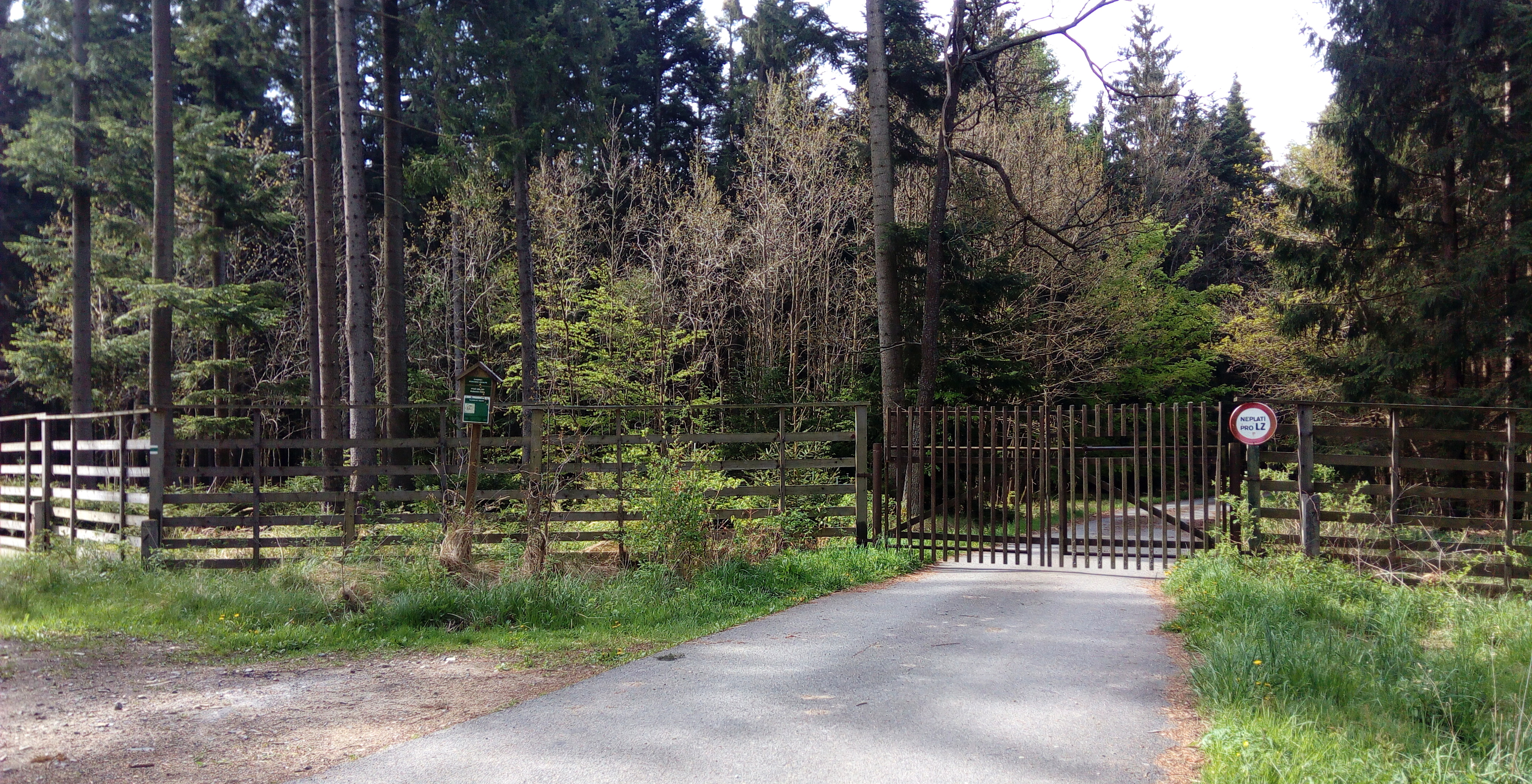
Jeden z vjezdů do Poněšické obory

Severně od Hluboké nad Vltavou ve zbytku bývalého hvozdu se nachází dvě obory. Jedná se o tzv. Starou oboru na levém břehu Vltavy a Poněšickou oboru na pravém břehu. Na území obor je Evropsky významná lokalita a ptačí oblast Hlubocké obory.

## Popis umístění v krajině
Západní Stará obora leží mezi Hlubokou na jihu a Purkarcem (přesněji zříceninou Karlův hrádek u Purkarce) na severu a má rozlohu 1556 hektarů.  Na jejím území se nachází menší část chráněné oblasti Baba (komplex dubohabřin na svahu kopce Baba) a Karvanice. Hranice obory kopíruje spíše vrcholy skalních ostrohů než levý břeh Vltavy. Ve Staré oboře v lokalitě Baba se nachází zbytky oppida. Dále je ve Staré oboře přírodní památka Kameník.
Poněšická obora se nachází na pravém břehu mezi sídly Dobřejovice, Poněšice, Vlkov a Vitín a má rozlohu 1664 hektarů. V roce 1853 došlo k podstatnému rozšíření  Uprostřed obory protéká potok Libochovka, který tvoří jádro stejnojmenné přírodní rezervace. Území obory bylo osídleno již v pravěku, je zde velké množství pravěkých mohyl. Na kopci Hradec nad Libochovkou v Poněšické oboře je pravěké hradiště. Přes Poněšickou oboru vede cyklotrasa 1057.

## Historie obor
Stará obora vznikla ve 2. polovině 15. století; označení „stará“ dostala dodatečně pro odlišení od  dnes již zaniklé Nové obory blízko Hosína.
Poněšická obora vznikla v 16. století, původně byla daleko menší., resp. se jednalo o  několik malých obor. V roce 1853 byla obora Schwarzenbergy  podstatně rozšířena a dostala nové oplocení.
Nová obora byla dnes již zaniklá obora, která byla založena v roce 1706 mezi Opatovicemi a Hosinem. Sloužila hlavně k chovu zajíců a bažantů. Původní myslivna byla postavená podle dochovaných plánů Antona Erharda Martinelliho; později došlo k přestavbě. Dochován je také půdorysný plán této obory zhotovený Petrem Kašparem Světeckým. Po zrušení obory zde v roce 1731 vznikl panský dvůr s názvem „Nová Obora“.

## Chov
Rekordy Staré obory jsou u daňka 202 CIC, muflona 222 CIC a kňoura 105 CIC.
Poněšická obora se specializuje na chov jelenů. Schwarzenbergové zde chovali jeleny dovezené z jiných zemí rakousko–uherské monarchie a z Německa, též jelena siku a jelena marmarošského. Dne 14.9.2001 byl v oboře v Poněšicích uloven tehdejším ministrem zemědělství ČR ing. Janem Fenclem  jelen s trofejí ohodnocenou 250,89 b. CIC, dne 14.9. 2007, na den přesně šest let poté byl v této oboře střelen další kapitální jelen trofejí ohodnocenou  262,46 b. CIC.

## Další fotografie

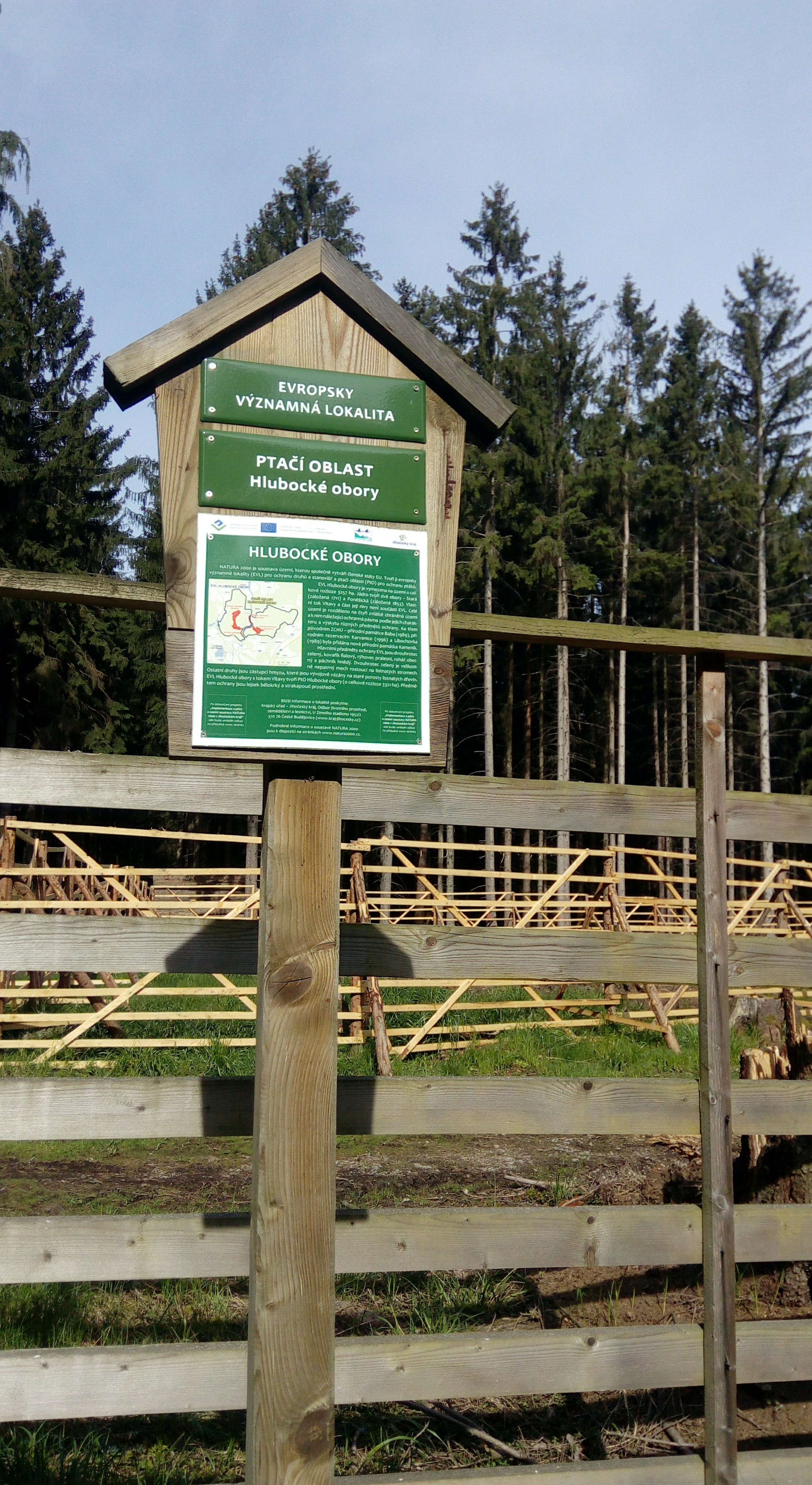
Informační tabule Poněšické obory
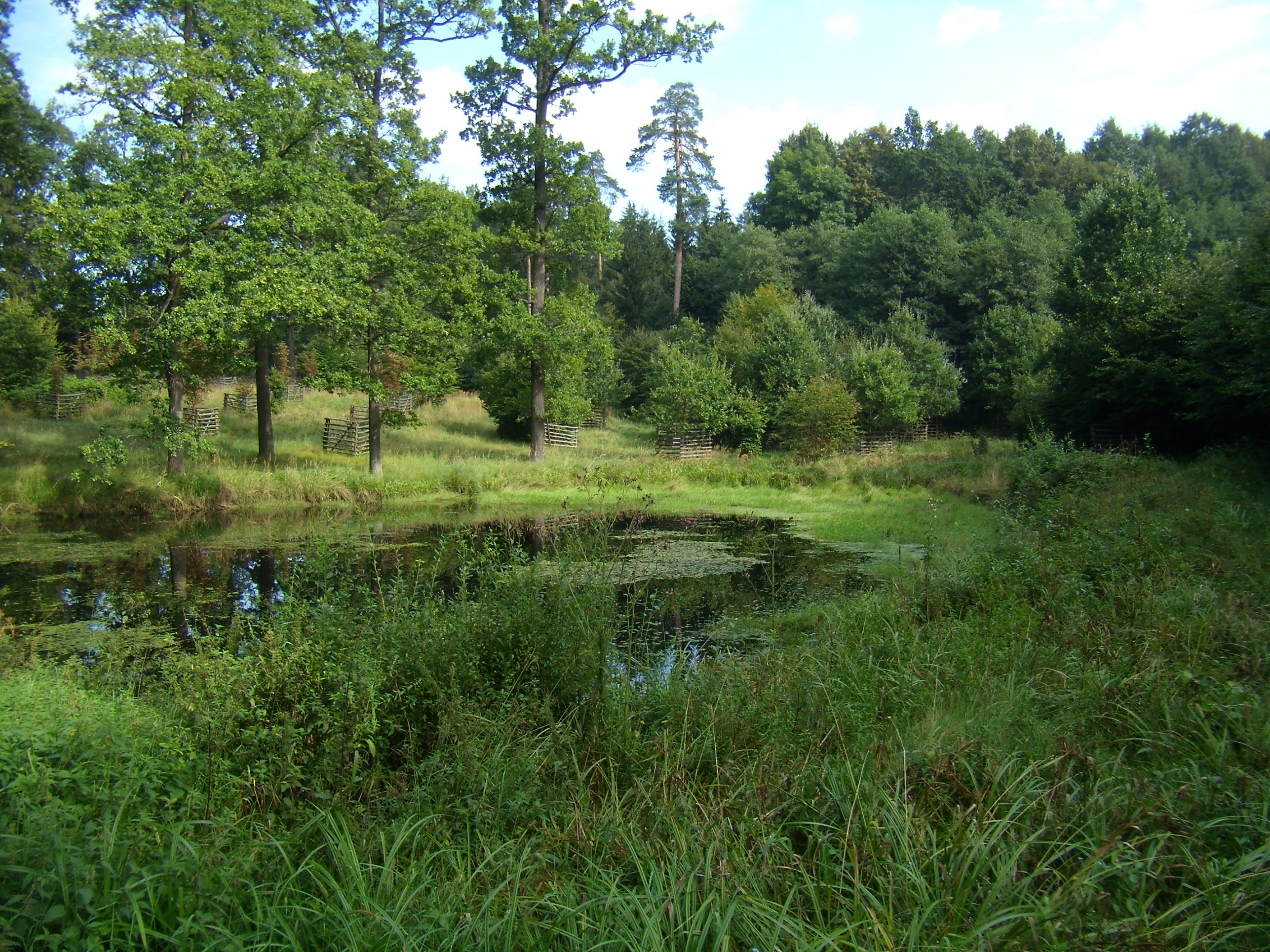
Rybníček v Poněšické oboře
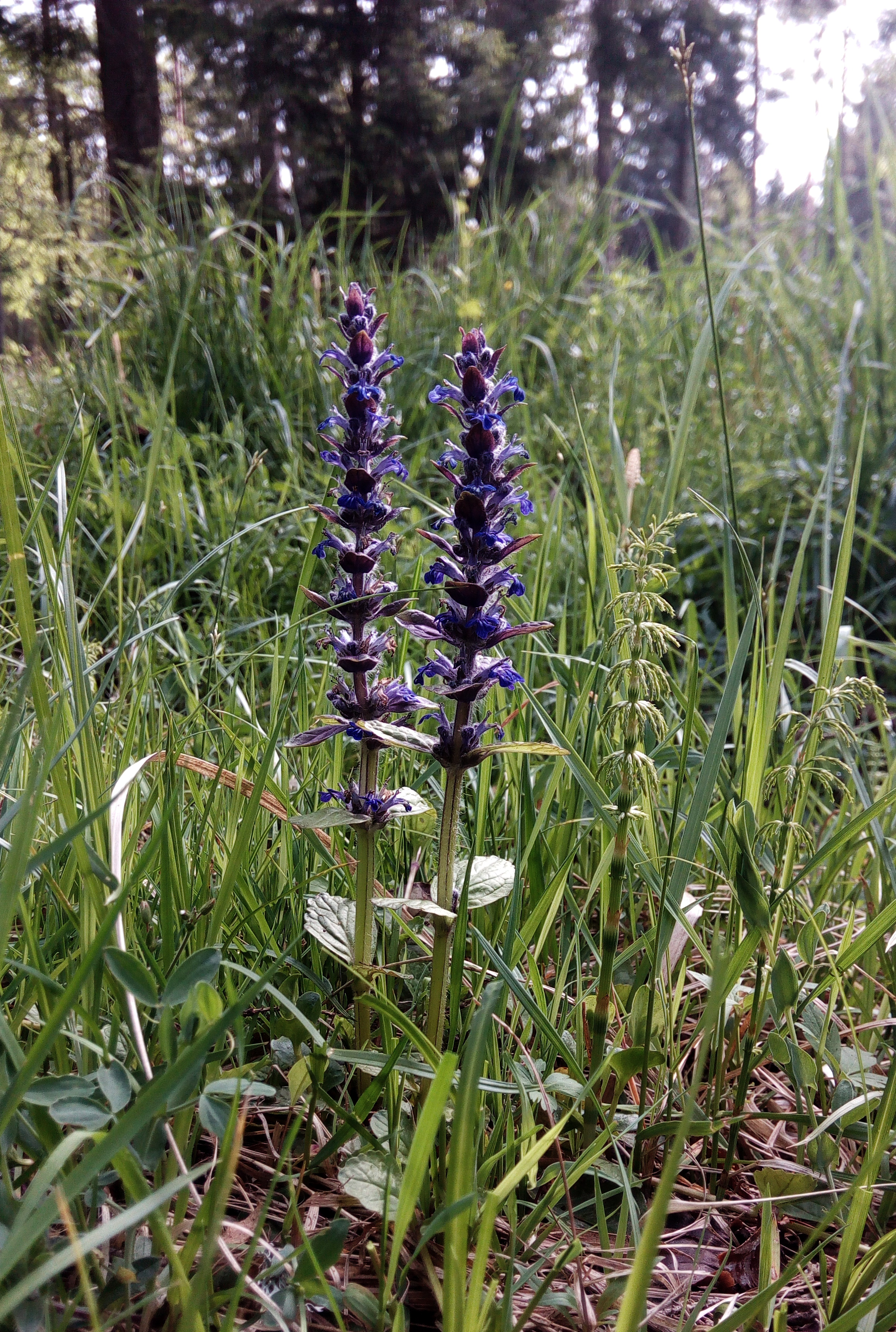
Zběhovec u plotu Poněšické obory